# Ceratostylis evrardii
Ceratostylis evrardii är en orkidéart som beskrevs av François Gagnepain. Ceratostylis evrardii ingår i släktet Ceratostylis och familjen orkidéer.
Artens utbredningsområde är Vietnam. Inga underarter finns listade i Catalogue of Life.